# Belmisszió
A belmisszió olyan egyleti tevékenység, amely  – a külső szükség enyhítése mellett – a keresztényi (keresztyéni) és egyházias érzület megerősítésére és ismételt felkeltésére törekszik az egyházközségek veszélyeztetett vagy már teljesen elidegenedett tagjai között. A belmisszió, ellentétben a külmisszióval, a hitükben és erkölcsükben különösen veszélyeztetettek megmentésére és megtartására irányul a megkereszteltek körén belül. A szeretetmunka (karitatív tevékenység) csak egy része a belmissziónak. Többnyire szabad egyesületek és intézmények formájában folyik.

## A szó eredete
Az elnevezés Johann Heinrich Wicherntől , a német evangélikus belmisszió úttörőjétől  ered. Wichern a  munkáját Hamburg külvárosaiban az erkölcsi romlásnak kitett gyermekek gondozásával kezdte. Az általa alapított „Rauhes Haus” nevű szerény intézmény idővel nagy teleppé fejlődött.

## Feladatai
- Az elveszettek felkeresése és az eltévelyedettek visszatérítése
- A veszélyben forgók megóvása
- A szegények és betegek ápolása
- A felebarátok hitbeli megerősítése
- Az elszóródottak összegyűjtése
- A meghasonlottak kiengesztelése